# 武華
武華（?—?），是中国女皇帝武则天的祖父，隋朝東都洛阳郡丞。
唐朝光宅（684年）元年九月，武則天追封祖父武华为太尉、太原郡王，祖母赵氏为王妃。永昌（689年）元年二月，追封武华为周安成王，赵氏为王妃。天授元年（690年）九月，武周建立，追封武华为显祖立極文穆皇帝，赵氏为文穆皇后。

## 子孫
夫人赵氏。有四子：
- 武士稷
  - 武方（武君雅）
    - 武希玄（武敬道）
    - 武敬真
    - 武敬宗
- 武士讓
  - 武惟良（武懷亮）
    - 武攸宜
    - 武攸緒

  - 武懷道
    - 武攸寧

  - 武弘度（武懷運）
    - 武攸暨，太平公主第二任丈夫
    - 武攸歸
    - 武攸止
    - 武攸望
- 武士逸
  - 武元忠[2]
    - 武懿宗，有子武履貞等八人
    - 武嗣宗，赠太子少保管国公
- 武士彠，元配相里夫人，生元慶、元爽，續弦楊氏，生武則天三姊妹
  - 武元慶
    - 武審思
    - 武再思
    - 武三思
      - 武崇訓，娶安樂公主
        - 武繼植，安樂公主所生

      - 武崇烈
      - 武崇謙
      - 武崇撝
      - 武崇操
      - 武氏，夫閻則先為閻立德曾孫
      - 武氏，嫁薛崇簡
      - 武氏，初嫁鄭氏，後為裴光庭妻，與李林甫私通

  - 武元爽
    - 武承嗣
      - 武延基，娶永泰公主
      - 武延義
      - 武延安
      - 武延壽
      - 武延光
      - 武延秀，娶安樂公主
      - 武氏，嫁鄭克乂，千金公主子

  - 武順，初嫁賀蘭越石，生下一子一女。子為賀蘭敏之，女為魏國夫人賀蘭氏。
  - 武則天
  - 武氏，嫁郭孝慎
- 武氏，嫁遂州司馬王贵[3]，女儿绛郡夫人王氏与武则天是表姐妹，嫁给詹事丞张师寂[4]

## 陵墓
武華的墓地为永陵，在今山西省文水县。其子武士彠的墓地为昊陵。